# Vasko Popa
Vasile "Vasko" Popa (cirílico serbio: Васко Попа) (Grebenac, Voivodina, 29 de junio de 1922-Belgrado, 5 de enero de 1991) fue un poeta serbio, de origen rumano.

## Biografía
Vasko Popa nació el 29 de junio de 1922 en Voivodina, Yugoslavia en una familia de ascendencia rumana. Popa es uno de los poetas más reconocidos de Europa. En la década de 1930, después de terminar sus estudios en la Facultad de Filosofía, en la Universidad de Belgrado, Serbia, decidió seguir estudiando en lugares como Bucarest y Viena. Durante la Segunda Guerra Mundial, sorprendió con sus poemas a un grupo alemán. En la contienda, combatió con los partisanos, al lado de Tito, y fue recluido por los alemanes en el campo de concentración de Beckerek, en territorio yugoslavo.
En 1949, cuando ya había terminado la Guerra, Vasko Popa decidió graduarse con el Grupo Rumano de la Facultad en Filosofía, en la Universidad de Belgrado. Comenzó a publicar sus poemas en una revista de Rumanía y en el diario Borba ("Lucha"). En 1956 fue el primer ganador del premio de poesía Branko, que toma el nombre del poeta serbio Branko Miljkovic.
El 29 de mayo de 1972, Popa inauguró una librería donde se encontraban todos sus poemas y algunas postales que había publicado. La librería fue bautizada como Free Leavers.
Murió el 5 de enero de 1991, a los 68 años de edad, dejando como recuerdo varios poemas. Está enterrado en el Nuevo Cementerio de Belgrado, en la sección de personalidades.
- Wikimedia Commons alberga una categoría multimedia sobre Vasko Popa.

- Datos: Q1264021
- Multimedia: Vasko Popa / Q1264021